# Clave
Em notação musical, a clave musical (do latim "clavis": "chave") é um símbolo utilizado para determinar a posição das notas na partitura. A clave, geralmente colocada no início de uma partitura, determina também a altura das notas.  Cada tipo de clave define uma nota diferente de referência. Na notação musical atual existem quatro claves: Dó, Fá, Sol e neutra/rítmica, que permitem a escrita para instrumentos/vozes que possuem tessituras diferentes (como graves e os agudos) evitando uso das linhas suplementares. 

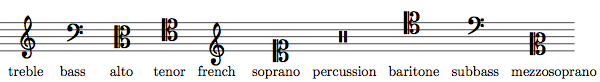
As claves mais frequentes e as notas que elas definem como referência, onde a nota destacada ao final de cada pauta é a nota de referência.

## História
Desde o Renascimento até os dias atuais, nota-se as diferenças e alterações nas claves. No século XVI por exemplo, o uso mais comum se dava pelas claves de “sol”, "dó" e “fá”, tendo mais destaque a primeira citada, sobretudo por questões de nível de notação instrumental. Quanto às demais, estas se encontravam de acordo com a instrumentação utilizada, assim como das vozes, entretanto dependiam bastante das tessituras  uma vez que poderiam variar e sobretudo dependiam disso. O que de fato revolucionou a notação musical foi a tipografia de Gutenberg, ocorrendo a padronização da notação, seguindo os meios de impressão da época. Reduziu a velocidade da evolução dos símbolos musicais - que sofriam alterações com a irregularidade da cópia a mão - e consequentemente das claves musicais.

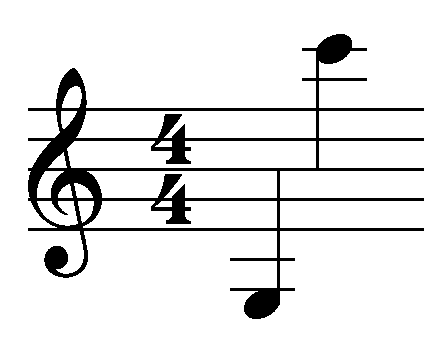
Linhas e espaços suplementares

As várias claves existem para permitir a escrita para instrumentos musicais ou vozes, que possuem tessituras diferentes, ou seja, alguns são muito mais graves ou mais agudos do que os outros. Quando se utilizam apenas as cinco linhas e quatro espaços da pauta, só é possível representar nove notas musicais, mas a maior parte dos instrumentos possui uma extensão muito maior, exigindo a utilização de linhas e espaços suplementares acima ou abaixo da pauta. O uso de até três linhas suplementares acima ou abaixo é praticamente inevitável na maior parte das composições, mas se usarmos muitas linhas suplementares a leitura se torna muito difícil. Assim ao utilizar claves diferentes podemos fazer com que a maior parte das notas utilizadas pelo instrumento estejam representadas dentro da pauta e que o mínimo de linhas suplementares sejam utilizadas.
Embora já tenham existido muitas claves, só três continuam sendo usadas na notação musical moderna: a clave de sol, a de fá e a de dó. O desenho das claves sofreu diversas alterações desde sua criação. Em sua forma moderna, uma clave de sol se assemelha a uma letra "G" maiúscula em sua forma cursiva. A de fá se assemelha a um "F" e a de Dó parece um "B" maiúsculo ou dois "C" invertidos, um sobre o outro. A linha indicada pela clave recebe o nome da clave, ou seja, a clave de Sol, define o Sol da oitava 3 (acima do Dó central do piano). A clave de fá define que a linha por ela indicada representará o Fá da oitava 2 e a de do indica o Do-3 (o do central do piano).
Considerando instrumentos como o pianos, que possui um registro um tanto vasto, são utilizadas duas claves: uma é para a região mais grave e outra para a região mais aguda. As claves mais utilizadas são a de sol (para representar registros mais agudos), e a clave de fá (para representar os registros mais graves).
1. ↑  «🎵 Clave de sol - o que é e como se aplica na música». MusicDot. Consultado em 21 de julho de 2022
2. 1 2  Day, Holly; Pilhofer, Michael (25 de março de 2019). Teoria Musical Para Leigos: Tradução da 3a edição. [S.l.]: Alta Books

Cada uma das claves pode, teoricamente, ocupar qualquer linha na pauta, mas como apenas algumas possibilitam os melhores resultados, na prática as posições utilizadas são aquelas mostradas na figura abaixo.

## Tipos de claves
A clave indica qual a posição de uma das notas e todas as demais são lidas seguido como referência a nota base da clave. Cada tipo de clave define uma nota diferente de referência, assim, a "chave" usada para decifrar a pauta é a clave. Modernamente existem quatro claves: Dó, Fá, Sol e, neutra/rítmica; que permitem a escrita para instrumentos/vozes que possuem tessituras diferentes, pois existem os graves e os agudos, evitando uso das linhas suplementares.

### Clave de sol
Clave de Sol A clave de sol é escrita somente na segunda linha do pentagrama.
A Clave de sol juntamente com a clave de fá na quarta linha é a mais utilizada na música atual. Com a posição mostrada na figura, a nota Sol-3 ocupa a segunda linha de baixo para cima, indicada pelo início do desenho (ponta da linha curva). Em algumas partituras antigas ou para fins de estudo, principalmente na França, esta clave também pode ocupar a primeira linha, permitindo representar uma tessitura ligeiramente mais aguda.
Quando esta clave está na segunda linha, o dó central do piano ocupará a primeira linha suplementar inferior. Por esta razão, esta clave é utilizada para representar a mão direita em instrumentos de teclado. Utilizam esta clave, a maior parte dos instrumentos de madeira(flautas, clarinete, oboé), os metais mais agudos (trompete, trompa, flugelhorn), bem como o violino, o violão e alguns instrumentos de percussão obedientes à série harmônica. As vozes femininas (Soprano e Contralto) também são normalmente escritas em clave de sol.

### Clave de fá
Clave de Fá, a linha de referência é indicada pelos dois pontos e assume a nota Fá-2. Esta pode ser escrita na terceira ou quarta linha da partitura; onde a posição mais frequente é a quarta linha. Com esta configuração, a nota Dó-3 (ou Dó central do piano) ocupa a primeira linha suplementar superior. Por esta razão, costuma-se dizer que a clave de sol começa onde a de fá termina. Nesta clave, as notas abaixo da linha central da partitura são os baixos fundamentais ou contrabaixos maiores.
Esta clave é utilizada na escrita da mão esquerda dos instrumentos de teclado, instrumentos de registro grave, como o violoncelo, o contrabaixo, o fagote, o trombone, a tuba  e o eufônio em Dó bem como as vozes masculinas (tenor, barítono e baixo).
Também é possível escrever a clave de fá na terceira linha, possibilitando um registro ligeiramente mais agudo. No passado a clave nessa posição mais aguda era utilizada para o barítono, mas seu uso na música atual é raro.

### Clave de dó
Clave de Dó, podendo ser escrita na primeira, ou segunda ou terceira linha do pentagrama
A nota Dó-3 é indicada pelo centro da figura (o encontro entre os dois Cs invertidos). Originalmente a clave de dó foi criada para representar as vozes humanas. Cada voz era escrita com a clave de dó em uma das linhas. O alto era representado com a clave na terceira linha, o tenor na quarta linha e o mezzo-soprano era representado com a clave de Dó na segunda linha. Este uso se tornou cada vez menos frequente e esta clave foi substituída pelas de sol para as vozes mais agudas e a de fá para as mais graves.
Hoje em dia, a posição mais frequente é a mostrada na figura, com o dó na terceira linha, representando uma tessitura média, exatamente entre as de sol e fá. Um dos únicos instrumentos a utilizar esta clave na sua escrita normal é a viola. Esta clave também pode aparecer ocasionalmente em passagens mais agudas do violoncelo, trombone e fagote. Seu uso vocal ainda é utilizado quando são utilizadas partituras antigas.

### Clave neutra
Esta clave não tem o mesmo uso das demais. Sua utilização não permite determinar a altura das linhas e espaços da pauta. Serve apenas para indicar que a clave será utilizada para representar instrumentos de percussão de altura não determinada, como uma bateria, um tambor ou um conjunto de congas. Neste caso as notas são posicionadas arbitrariamente na pauta, indicando apenas as alturas relativas. Por exemplo em uma bateria, o bumbo pode ser representado na primeira linha por ser o tambor mais grave e um chimbal pode estar em uma das linhas mais altas por se tratar de instrumento mais agudo.
Os instrumentos de percussão afináveis utilizam notação com as claves melódicas. Os tímpanos por exemplo são escritos na clave de fá.